# Општина Аданката (Сучава)
Аданката (рум. Adâncata) општина је у Румунији у округу Сучава.
Oпштина се налази на надморској висини од 352 m.